# Гази Герай (калга)
Гази́ Гера́й (Гирей; крым. Ğazı Geray, غازى كراى‎; 1626 — после 1666) — крымскотатарский нурэддин (1641—1651) и калга (1651—1666), сын крымского нурэддина Мубарека Герая и внук крымского хана Селямета I Герая (1608—1610).

## Биография
В 1641 году османский султан Ибрагим I (1640—1648) назначил новым крымским ханом Мехмеда IV Герая (1641—1644), одного из младших сыновей Селямета I Герая. Мехмед IV Герай назначил нурэддином своего племянника Гази Герая (1641—1644), сына Мубарека Герая.
В 1644 году османское правительство отстранило от власти Мехмеда IV Герая и назначило крымским ханом его старшего брата Исляма III Герая (1644—1654). Заняв ханский престол в Бахчисарае, Ислям III назначил калгой своего младшего брата Кырыма Герая (1644—1651), а племянника Гази Герая оставил на должности нурэддина.
В декабре 1645 года по распоряжению хана Исляма III Герая, нурэддин Гази Герай возглавил опустошительный набег на южнорусские земли. 30-тысячное крымскотатарское войско под предводительством Гази Герая вторглось по Муравскому шляху в южные русские владения. Гази Герай расположился «кошем» между Рыльском и Путивлем, откуда разослал отдельные татарские и ногайские «загоны» для грабежа окрестных селений и захвата пленников. Крымцы разорили Рыльский, Путивльский, Курский и Севский уезды, захватив большое количество пленников. По подсчету А. А. Новосельского, число полонянников, взятых татарами в 1645 году, превышало шесть тысяч. В боях с крымскотатарскими отрядами особенно отличился курский воевода князь Семен Романович Пожарский.
В 1648-1653 годах Гази Герай участвовал в походах Исляма III Герая против Речи Посполитой. Ислям III выступал в качестве союзника украинского гетмана Богдана Хмельницкого в освободительной войне против польско-шляхетского владычества.
Летом 1651 года в боях под Берестечком был убит Кырым Герай (1644—1651), младший брат Исляма III Герая и дядя Гази Герая. Ислям III назначил калгой бывшего нурэддина Гази Герая (1651—1666), а новым нурэддином назначил своего младшего брата Адиля Герая (1651—1659).
В 1654 году после смерти хана Исляма III Герая (1644—1654) турецкий султан Ибрагим I вторично назначил крымским ханом Мехмеда IV Герая (1654—1666). Мехмед IV Герай оставил на своих должностях калгу Гази Герая и нурэддина Адиля Герая.
В январе 1655 года по распоряжению хана Мехмеда IV Герая калга Гази Герай и нурэддин Адиль Герай во главе большого крымскотатарского войска (по польским сведениям — от 120 до 150 тыс. чел.) выступили на Украину, на помощь польской армии в борьбе против русско-казацких войск. В окрестностях Умани крымские отряды соединилась с польским войском под командованием польного гетмана коронного Станислава Лянцкоронского. На переговорах с польским командованием калга Гази Герай добился разрешение на разорение татарами близлежащих селений и захват пленников.
В начале марта новый польский командующий Кшиштоф Тышкевич докладывал, что двести семьдесят местечек на Брацлавщине были разорены и сожжены крымцами. За четыре месяца пребывания на Украине союзного крымскотатарского войска, считал Тышкевич, более двухсот тысяч человек было взято в плен и угнано в Крым. Крымские татары совершали нападения и на союзные польские отряды, грабя и захватывая пленников, лошадей и скот. В середине марта 1655 года крымские татары и ногайцы, захватив огромное количество пленников в украинских землях, которые еще находились под контролем польско-шляхетской армии, стали медленно отходить в свои степи. Первыми отправились передовые отряды под командованием Каммамбет-мурзы и царевича Менгли Герая, а затем в Аккерман отступил калга-султан Гази Герай с основными силами, а 18 марта снялись последние татарские отряды под предводительством нурэддин-султана Адиля Герая.
В дальнейшем Гази Герай участвовал в военных походах Мехмеда IV Герая на украинские и южнорусские земли. Летом 1657 года Мехмед IV во главе большого войска предпринял поход на Украину, но был разгромлен казацкими полками у устья Днепра. Хан с главными силами смог переправиться через Днепр и двинулся на Каменец-Подольский, а калга Гази Герай с другой частью крымского войска вынужден был отступить к Перекопу. Запорожские казаки, воспользовавшись отсутствием хана, предприняли нападение на Крым. 8-тысячное войско запорожских казаков двинулось на Перекоп, но было разгромлено Гази Гераем. В 1659 году во время очередного похода Мехмеда IV Герая на Украину Гази Герай был оставлен для обороны Крыма.
Весной 1666 года турецкое правительство, недовольное политикой Мехмеда IV Герая, отстранило его от власти и назначило новым крымским ханом Адиля Чобан-Герая (1666—1671), представителя побочной линии Гераев.
Прежний хан Мехмед IV Герай с семьей бежал из Крыма в Дагестан. Адиль Герай, прибыв в Крым и утвердившись в Бахчисарае, назначил калгой и нурэддином своих племянников Девлета и Гази Чобан-Гераев. Прежний калга Гази Герай вынужден был покинуть Крым.